# Celeste Pin
Celeste Pin (Colle Umberto, Treviso, 25 de abril de 1961-Florencia, 22 de julio de 2025) fue un futbolista italiano que jugó en la posición de defensa.

## Biografía
Pin era originario de San Martino, una aldea de Colle Umberto en la provincia de Treviso.

## Carrera

### Jugador
Tras debutar profesionalmente en Perugia, fue durante años la bandera de la Fiorentina con la que disputó la final de la Copa de la UEFA 1989-1990 y perdió por 3-1 ante la Juventus. También jugó con Verona y Siena, donde terminó su carrera competitiva, en 1996, a la edad de 35 años.
En total ha acumulado 263 apariciones (más un play-off) y 3 goles en la Serie A, 136 apariciones y 2 goles en la Serie B y 19 apariciones y un gol en la Serie C.

### Ejecutivo
Habiendo obtenido la calificación como director deportivo en mayo de 1997, sus puestos fueron en clubes menores de la Toscana como Montemurlo y Affrico, en los que ocupó un papel directivo. En septiembre de 2011 asumió el cargo de jefe del sector juvenil del Fortis Juventus. Desde 2014 es director general del Florence Sports Club.

## Carrera

### Club
| Periodo   | Club             | Apariciones | Goles |
| --------- | ---------------- | ----------- | ----- |
| 1979–1982 | Perugia Calcio   | 70          | 1     |
| 1982–1991 | ACF Fiorentina   | 200         | 2     |
| 1991–1995 | Hellas Verona FC | 129         | 2     |
| 1995–1996 | AC Siena         | 31          | 1     |

### Selección nacional
Jugó para Italia sub-21 en 12 ocasiones de 1980 a 1984.

## Muerte
Pin se suicidó en su casa en Florencia el 22 de julio de 2025 a los 64 años.

## Logros
- Miembro del Salón de la Fama del ACF Fiorentina en 2022.[3]